# Млинківська сільська рада
Млинківська сільська рада — колишній орган місцевого самоврядування у Онуфріївському районі Кіровоградської області з адміністративним центром у с. Млинок.

## Населені пункти
Сільській раді підпорядковані населені пункти:
| № | Назва           | Тип  | Рік заснування | Площа км² | Населення (2001), ос. |
| - | --------------- | ---- | -------------- | --------- | --------------------- |
| 1 | Млинок          | село |                |           | 945                   |
| 2 | Морозівка       | село |                |           | 112                   |
| 3 | Петрівка        | село |                |           | 95                    |
| 4 | П'ятомиколаївка | село |                |           | 134                   |

## Склад ради
Рада складається з 16 депутатів та голови.

### Керівний склад ради
| ПІБ                     | Основні відомості                                                         | Дата обрання | Дата звільнення |
| ----------------------- | ------------------------------------------------------------------------- | ------------ | --------------- |
| Титар Віктор Васильович | Сільський голова, 1964 року народження, освіта, член народної партії      | 26.03.2006   | 31.10.2010      |
| Титар Віктор Васильович | Сільський голова, 1964 року народження, освіта вища, член народної партії | 31.10.2010   |                 |

Примітка: таблиця складена за даними джерела

## Населення
Згідно з переписом УРСР 1989 року чисельність наявного населення сільської ради становила 1499 осіб, з яких 620 чоловіків та 879 жінок.
За переписом населення України 2001 року в сільській раді мешкали 1292 особи.

### Мова
Розподіл населення за рідною мовою за даними перепису 2001 року:
| Мова       | Відсоток |
| ---------- | -------- |
| українська | 96,66 %  |
| російська  | 2,88 %   |
| молдовська | 0,31 %   |
| білоруська | 0,16 %   |